# Dariusz Twardoch
Dariusz Twardoch (ur. 11 grudnia 1957 w Warszawie, zm. 25 lutego 2021 w Kazimierzu Dolnym) – polski artysta malarz posługujący się techniką suchego pastelu, mieszkający w Warszawie.

## Życiorys
Syn Jana i Elżbiety. Tworzył baśniowy cykl obrazów, opowiadając o świecie dwojga Ludzieńków. Są to marionetki, które w momencie opuszczenia ich przez wielkiego Lalkarza, dyrektora Teatru Lalek, zaczynają żyć własnym życiem, jak ludzie. 
Postaci kukiełek, nawiązując do beztroskich lat dzieciństwa, stanowią pretekst do opowieści o dorosłym człowieku, o jego marzeniach i uczuciach-: miłości, tęsknocie, samotności.
Charakterystyczną cechą obrazów Dariusza Twardocha są również krótkie poetyckie sentencje, które autor umieszcza pod obrazem na passe-partout.
Był zdobywcą wielu nagród w konkursach zagranicznych, m.in. w trakcie Triennale malarstwa w Osace czy w Vierzon we Francji. Uczestniczył w licznych wystawach np. w Belgii, USA, Australii, Niemczech, we Francji, na Tajwanie. Zilustrował wiele książek dla dzieci i dorosłych, w tym podręczniki szkolne a w ostatnich latach Elementarz wydawany przez Ministerstwo Edukacji Narodowej.
Telewizja Polska zrealizowała trzy dokumenty z Dariuszem Twardochem.